# Dereli
Dereli je město a okres (tur: İlçe) na severovýchodě Turecka v provincii Giresun, jižně od provinčního hlavního města na řece a v údolí řeky Aksu Deresi.

## Historie
Oblast Dereli byla ovládána Chetity, Peršany, starověkými řeckými kolonizátory z Milétu, Makedonci, Starověkým Římem, Byzantskou říší, Seldžuckými Turky, kteří osídlili tato údolí a okolí Muslim Kızılbaş, Turkmenskými Turky (Čepnyové) a konečně Osmanskou říší.

## Externí odkazy

Okres Dereli